# 曾氏大宗祠 (深圳)
曾氏大宗祠是一座位于深圳市宝安区的家族祠堂建筑，建于清代，是深圳建筑规模最大、建筑艺术水平最高的广府祠堂。该建筑现已列为广东省文物保护单位。

## 概况

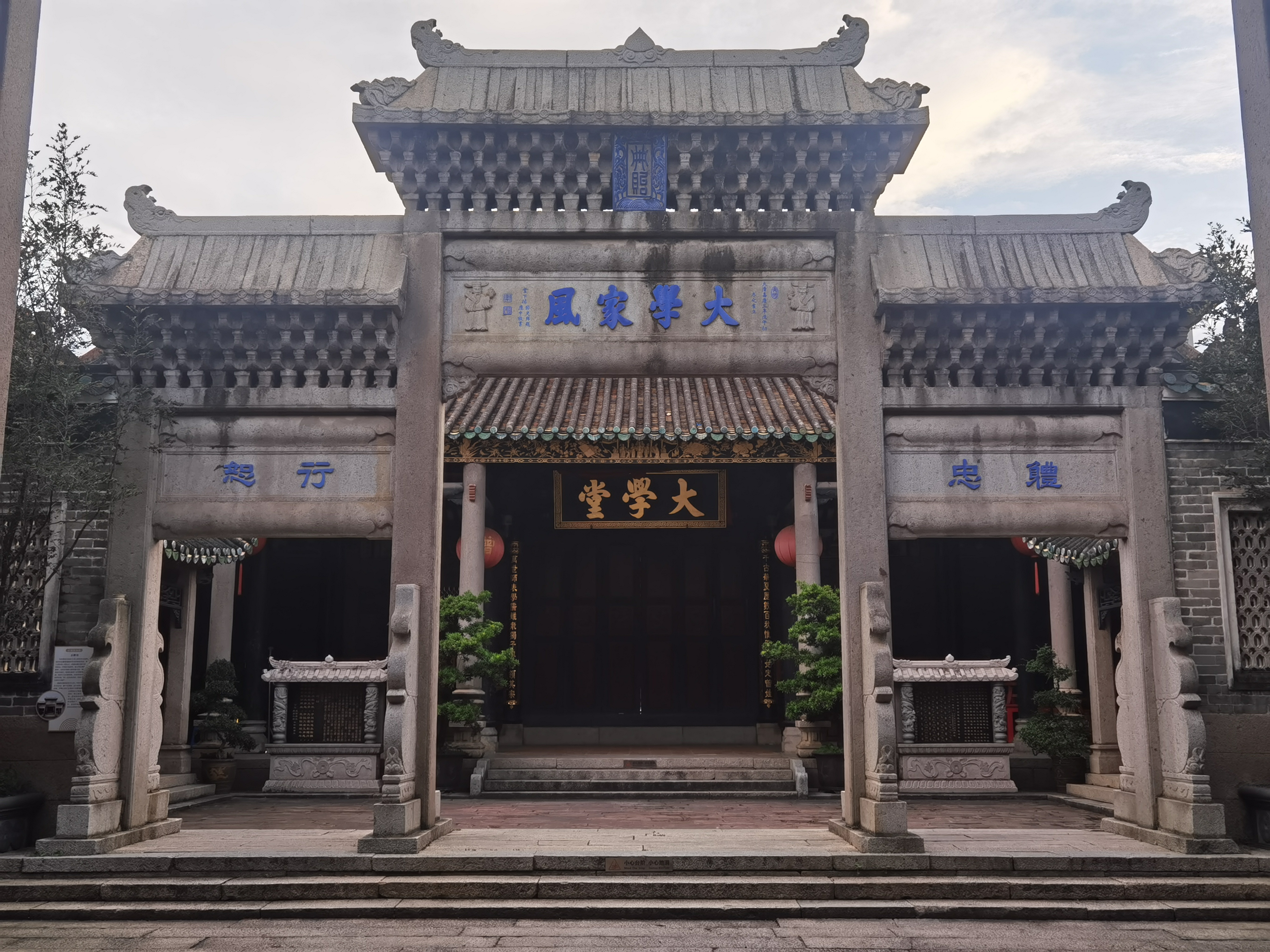
祠内石牌楼

曾氏大宗祠始建于清乾隆年间，嘉庆三年（1798年）扩建。宗祠坐西南向东北，三进五开间布局，总面阔21米、总进深50米、占地面积约1050平方米。建筑整体由前中后三堂、一牌楼及四廊房构成。其中，前堂面阔五间进深三间，大门挂有“曾氏大宗祠”木匾，两侧亦挂有对联。大门外两侧为石作塾台，上立红砂石圆柱。前堂后为前天井，天井中有三开间石牌楼一座，牌楼立柱前后用抱鼓石相护，横额楷书“大学家风”四字；牌楼后左右两侧各建重檐歇山亭一座。中堂内立石柱，后柱之间有屏门。中堂后为后天井，后天井两侧各有一廊房。后天井后为后堂，面阔五间进深三间，明间设神龛。建筑整体为砖木石结构，清水砖墙，麻石、红砂石墙裙，木结构梁架，木雕刻檐板，博风有灰塑。祠内墙壁均有人物故事彩画。建筑三堂均为硬山顶、两面坡，其中前堂灰塑博古脊，中、后堂为船形脊，辘筒瓦面，琉璃瓦剪边。

## 保护
- 1984年9月6日，深圳市人民政府公布为市级文物保护单位[參 3]
- 2002年7月17日，广东省人民政府公布为省级文物保护单位[參 3]